# Шершень, Михаил Сергеевич
Михаи́л Серге́евич Ше́ршень (укр. Михайло Сергійович Шершень; род. 27 апреля 1995, Змиёв, Харьковская область) — украинский футболист, защитник клуба «Ворскла».

## Биография
Родился в городе Змиёв Харьковской области. Футболом начал заниматься в харьковском ХГУФК-1 (первый тренер — Алексей Яковенко). В ДЮФЛУ в 2008 году выступал в составе столичной ДЮСШ «Смена-Оболонь», а с 2009 по 2012 год защищал цвета харьковского ХГВУФК-1.
В 2012 году перешел в луганскую «Зарю», за которую в первенстве дублеров отыграл 39 поединков. Для получения постоянной игровой практики был отдан в аренду в кременчугский «Кремень», в составе которого отыграл 23 матча (1 гол) во Второй лиге в сезоне 2015/16. После возвращения из аренды в марте 2017 года был включен в заявку главной команды «Зари» и дебютировал в её составе в Премьер-лиге Украины в матче с «Шахтёром» 6 мая 2017 года. Этот матч так и остался единственным для игрока в том сезоне.
Летом 2017 года был отдан в аренду в перволиговый клуб «Авангард», в составе которого провел два сезона, сыграв 57 матчей в чемпионате и три — в Кубке Украины.
11 июля 2019 стал игроком харьковского «Металлиста 1925». Дебютировал в составе «желто-синих» 27 июля того же года в матче первого тура Первой лиги 2019/20 против «Ингульца» (1:0), выйдя на замену на 69-й минуте вместо Ярослава Дехтяренко..

## Достижения
«Металлист 1925»
- Бронзовый призёр Первой лиги Украины: 2020/21

«Ингулец»
- Победитель Первой лиги Украины: 2023/24